# Clark’s Harbour
Clark’s Harbour – miasto (town) w kanadyjskiej prowincji Nowa Szkocja, w hrabstwie Shelburne, podjednostka podziału statystycznego (census subdivision), położone na południowo-zachodnim wybrzeżu Cape Sable Island. Według spisu powszechnego z 2016 obszar miasta to: 2,81 km², a zamieszkiwało wówczas ten obszar 758 osób.
Miejscowość, której nazwa pochodzi od miana jednego z pierwszych jej mieszkańców: kapitana Jonathana Clarka (propozycje jej zmiany w początku XX w. na: Port Minto, Clarkton, Clarksboro, Southport, Atlantic, w końcu Seaton nie zyskały akceptacji), została założona na początku XIX w. przez przybyłych z amerykańskiego Nantucket osadników wyznania baptystycznego (pierwszym znanym był Michael Swim, a ich potomkowie – o nazwiskach Swim, Nickerson, Smith – współcześnie także ją zamieszkują), a w 1919 otrzymała ona status miasta (town), jest ośrodkiem połowu oraz przetwórstwa ryb i skorupiaków (dorsze, przegrzebki, homary), a w początku XX w. budowano tutaj łodzie (typ Cape Island).